# Альянс (Гурзуф)
Альянс (также корпус № 8, ранее гостиница № 6) — один из корпусов санатория «Гурзуфский» в Гурзуфе, построенный в 1889 году по проекту архитектора П. К Теребенёва для Петра Ионовича Губонина, владельца гурзуфского имения, известного как Гостиницы Губонина. Памятник градостроительства и архитектуры федерального значения России, согласно законодательству Украины — памятник культурного наследия.
До революции здание носило название «гостиница № 6», после революции, в составе военного санатория изменено на корпус № 8, а в 1990-х годах получило наименование «Альянс».

## Описание
Гостиница расположена в центральной части санатория, на берегу реки Авунды, между Гагаринским корпусом и Лабораторным. По современным обмерам общая площадь 1378,7 м². Здание построено в одном стиле со всеми гостиницами курорта, характерном для зданий Южного берега начала XX века, с использованием разных архитектурных объёмов, комбинирующих элементы модерна и стиля «ориент».
Сложное в плане здание, расположенное по линии северо-запад — юго-восток, сооружено на участке с крутым уклоном рельефа к юго-западу из местного камня, колотого серого мраморовидного гаспринского известняка. Двухэтажная постройка, имеющая из-за рельефа 3 этажа ниже по склону, с цокольным этажом, ранее имела мезонин в центральной части, увенчанный четырёхскатной шатровой крышей со шпилем и разобранный при ремонте 1950-х годов. Наружные стены выполнены с тщательной притёской швов и акцентированы межэтажными профилированными карнизами.
Балконы прямоугольные, с ограждениями, решетками, кронштейнами, свесами и подзорами, украшены декоративной резьбой по дереву. Козырьки и свесы балконов покрыты металлом. При ремонте 1950 годов конфигурация, размещение, количество стоек и декоративное оформление балконов на северо-западном, юго-восточном и северо-восточном фасадах были изменены. На юго-западном фасаде сделали новые балконы, «нарушающие аутентичную тектонику фасадов». Многоскатная вальмовая крыша корпуса выполнена на деревянных стропилах и и покрыта металлом. Оконные проёмы обрамлены разнообразными по форме клинчатыми каменными наличниками прямоугольной формы с «веерным» замковым камнем и покрыты окрашенной штукатуркой с чередованием белых плоских и серых участков с имитацией кирпичной кладки. Окна одно и двухстворчатые, в основном с фрамугой, изначально деревянные, частично заменены на металлопластиковые. Часть окон заложена при ремонте 1950 годов, а некоторые, юго-западном фасаде, переделаны в двери на сооружённый тогда же балконы. Балконы, лоджии и террасы устроены по всем фасадам, как прямоугольные, так и сложной конфигурации, с резными деревянными конструктивными элементами, украшенными прорезным узором, всё окрашены в белый и охристый цвет. Козырьки балконов, устроенных с большим выносом от стены, покрыты металлом. Некоторые исторические балконы на северо-западном, юго-восточном и северо-восточном фасадах также утрачены.
Главный вход в здание, с северо-востока — крыльцо, с одномаршевой лестницей, оформленное деревянными резными стойками, ограждениями, решетками, кронштейнами, свесами и подзорами с прорезным узором. Заметно изменено против первоначального вида ремонтом 1950 годов — в начале лестницы сделали бетонную балюстраду со столбиками. Тогда же был разобран открытый балкон над крыльцом. Служебный вход находится с юго-западной стороны, его крыльцо прямоугольное, с одномаршевой лестницей. Наружные двери деревянные филёнчатые, одно- и двухстворчатые с остеклением и фрамугами, двери в цокольный этаж — деревянные глухие. Внутри здания применена комбинированная, коридорно-секционная планировка, в центре холла устроена многомаршевая железобетонная лестница. В коридорах, холлах, на лестничной клетке и в некоторых помещениях потолки, при ремонте 1950 годов, покрыли альфрейной росписью с растительным орнаментом по падугам, розеткам и профилированным тягам.

## История
Гостиница, первая на правом берегу небольшой речки Авунды, в самой старой части имения, была открыта в начале сезона 1889 года, по другой версии здание построено в 1886 году. Считается, что это последняя гостиница, построенная по проекту и под наблюдением ялтинского городского архитектора П. К. Теребенёва, поскольку в 1889 году он окончательно перешёл работать в Удельное ведомство. Также предполагают, что в строительстве принимал участие известный московский архитектор Дмитрий Николаевич Чичагов, много работавший в Гурзуфе. Построенная в одном стиле с другими корпусами, гостиница стала третьей на курорте, наряду с № 1 и № 2 в которой постояльцам предлагались «тёплые морские и пресные ванны». Изначально корпус включал 30 номеров К гостинице проложили новые прогулочные дорожки, устроили фонтаны. Вдоль главного фасада как раз в то время прокладывалась главная аллея парка.
После окончательного установления в Крыму Советской власти в ноябре 1920 года, в гостинице № 6 размещались части 462-го Советского пехотного полка. После перевода полка в Симферополь был произведён осмотр помещений и составлена опись ущерба, который оказался весьма значительным — ремонтные работы продолжались 1,5 года и летом 1922 года была открыта Военно-курортная станция для красных командиров. Бывшая Гостиница № 6 была переименована в Корпус № 8. В 1990-е годы, после перехода здравницы под юрисдикцию Украины, здравница получила название «Альянс». С 2014 года корпус под тем же названием — в составе санатория «Гурзуфский» Управления делами Президента РФ, филиал ФГБУ «Детский медицинский центр» Управления делами Президента России. На 2023 год в корпусе 26 мест: один 2-х местный номер (дабл, твин), одно и двух комнатные номера категории «Стандарт».